# Nettoyage des côtes de la Manche
Campagne de la ligne Siegfried

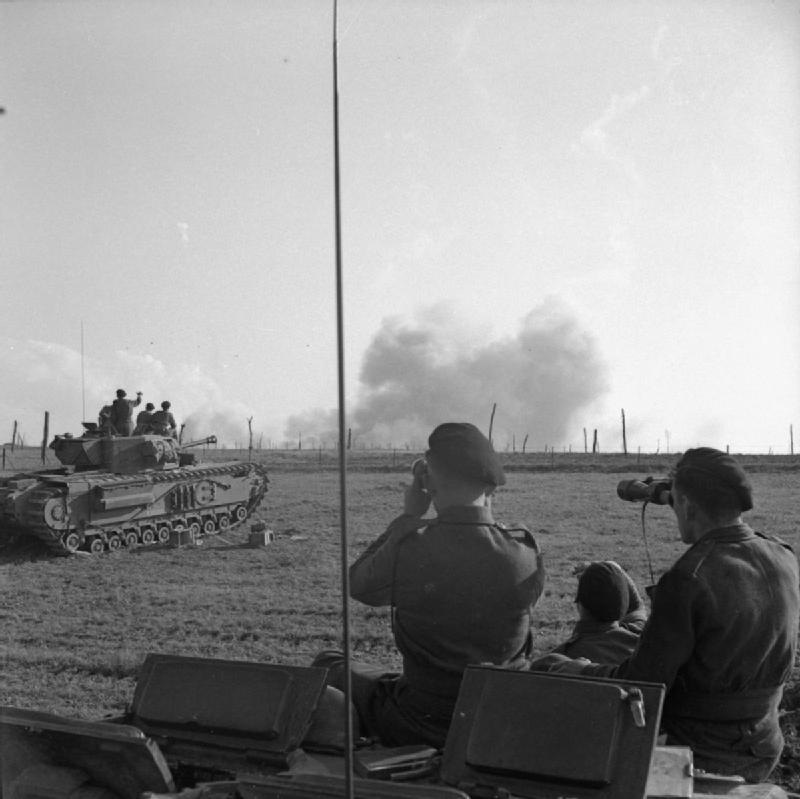
Image montrant un char Churchill britannique au front avec des officiers au premier plans

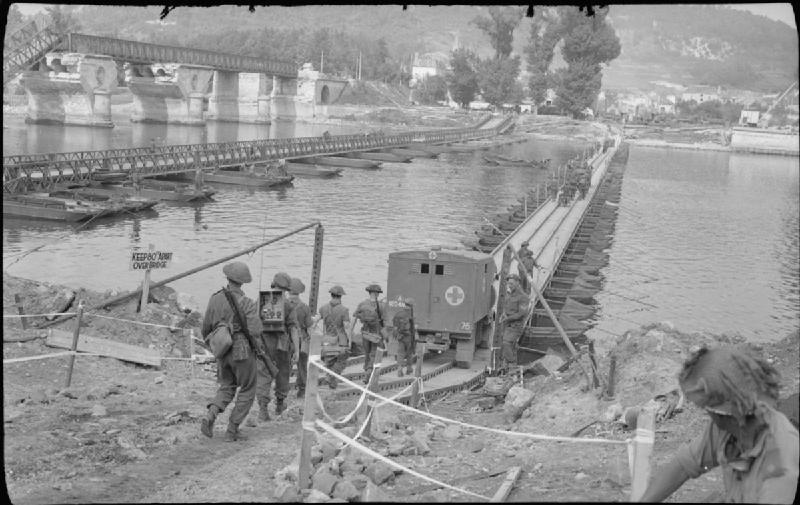
Les troupes britanniques traversent la Seine sur un pont Bailey à Vernon, le 27 août 1944.

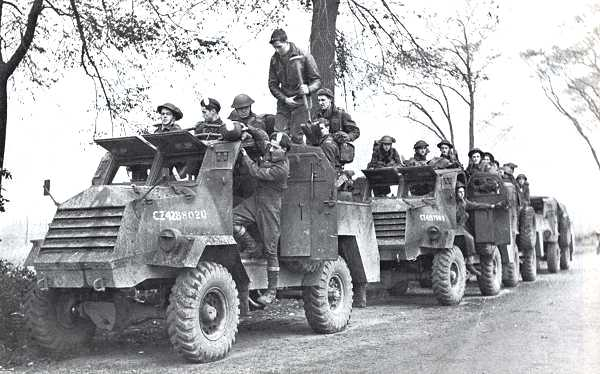
2e Escaut canadien en Belgique

La nettoyage des côtes de la Manche était une opération militaire menée par les forces alliées pendant la Seconde Guerre mondiale. Les brigades Piron et Princesse Irène, sous les ordres du Néerlando-allemand Bernhard de Lippe-Biesterfeld, y participent grandement. Elle s'est déroulée lors de la bataille de Normandie entre le 17 et le 25 août 1944. Elle a pour but de libérer la côte normande entre les plages de débarquement et la Seine pendant que le gros des forces blindées allemandes se bat dans la poche de Falaise.
C'est le 1er Corps britannique qui est chargé de l'opération Paddle avec les troupes aéroportées du 6e Airborne du major-general (général de division) Richard Gale avec les commandos britanniques des 1st et 4th Special Service Brigade, comprenant les « bérets verts » du capitaine Kieffer (les seuls Français ayant participé aux premières vagues du débarquement) qui sont chargés de l'opération après être restés deux mois enterrés dans leurs fox-holes (cagnas). Ils sont appuyées des brigades belge du brigadier (général de brigade) Jean-Baptiste Piron et néerlandaise Princesse Irène sous les ordres du lieutenant-colonel De Ruyter.
À côté de la 6e Airborne, en entrant plus dans les terres, se trouvent les troupes de la 49e West Riding, ensuite la 51e HD et les « Rats du désert » encore plus à droite.

## De la Normandie à la Seine
Les armées allemandes avaient fermement résisté à la percée alliée de Normandie et, lorsque le front allemand s'effondra en août, elles ne disposaient pas de réserves suffisantes en hommes et en matériel pour résister et n'avaient aucune ligne de défense entre la Normandie et la ligne Siegfried. Le 1er Corps britannique, fort de quatre divisions, rattaché à l'armée canadienne, avançait vers l'est depuis la Dives, le long de la côte. La 6e Division aéroportée et ses unités rattachées capturèrent Troarn et débordèrent l'artillerie côtière allemande à Houlgate, mais l'inondation délibérée par les Allemands, les défenses de Cabourg et les positions voisines de Dozulé ralentirent la progression à travers le delta de la Dives. Le 16 août, la résistance allemande s'essouffla ; une reconnaissance canadienne fut ordonnée le 19 août et l'autorisation d'une avancée et d'une poursuite complètes par les Canadiens fut donnée le 23 août.
Le général Bernard Montgomery, commandant du 21e groupe d'armées, donna une directive le 26 août, stipulant que toutes les forces allemandes du Pas-de-Calais et des Flandres devaient être détruites et qu'Anvers devait être prise. La Première Armée canadienne devait traverser la Seine et s'emparer de Dieppe et du Havre avec un minimum de forces et de délais, tout en occupant la côte jusqu'à Bruges. L'armée canadienne devait avancer avec une forte aile droite et encercler la résistance en se dirigeant vers la côte ; on pouvait espérer un soutien de la Première Armée aéroportée alliée. La Deuxième Armée devait opérer sur le flanc intérieur des Canadiens et foncer sur Amiens, coupant ainsi les communications des forces allemandes faisant face à l'armée canadienne.
La présence de la 1re Division blindée polonaise à Ypres le 6 septembre et des unités canadiennes à Dunkerque le 7 septembre, quinze jours seulement après Falaise, malgré leurs pertes lors des batailles de Normandie, témoigne de la désintégration allemande. La résistance canadienne était importante. Adolf Hitler avait ordonné que la plupart des ports de la Manche soient érigés en forteresses et préparés à résister à un siège. Les Alliés ayant besoin de ces installations portuaires pour alimenter leur avancée, il était impossible de les isoler et de les laisser dépérir. Les Allemands avaient établi des positions d'artillerie capables de bombarder Douvres, menaçant ainsi la navigation alliée, et des sites de lancement pour les bombes volantes V-1 bombardant Londres étaient disponibles.

## Conséquences
Bien que Dieppe soit rapidement entrée en service, elle ne pouvait répondre qu'à un quart des besoins du 21e groupe d'armées. La prise du Havre, de Boulogne, de Calais et d'Ostende n'a atténué les problèmes d'approvisionnement des Alliés qu'après un important déminage et déblaiement des débris. Ostende était réservée au personnel, mais le terminal de Boulogne pour un oléoduc Pluto (Dumbo) s'est avéré très utile, devenant « … les principales sources d'approvisionnement en carburant pendant les campagnes d'hiver et de printemps » des Alliés. On s'est demandé si la prise des ports défendus en valait la peine, compte tenu des efforts considérables nécessaires pour les mettre en service et du potentiel plus important d'Anvers.
Après l'échec de l'opération Market Garden, Eisenhower « se tourna vers Anvers, qui, malgré la prise longtemps retardée du Havre le 12 septembre, de Brest le 18 et de Calais le 30, restait, en tant que port le plus proche, le plus grand et le mieux préservé, la solution nécessaire aux difficultés d'approvisionnement. » Anvers ne fut ouverte que le 29 novembre 1944, après la bataille de l'Escaut, afin de dégager les abords du port d'Anvers, retardés par Montgomery. Cette mesure résolut en grande partie les problèmes d'approvisionnement des Alliés.

## La6eAirborne

### 1stSpecial Service Brigade
Commandant : brigadier Derek Mills-Roberts

4 commando : Colonel Dawson

6 commando : Colonel Bill Coade

3 commando : Colonel Peter Young

45 Royal Marine commando : Colonel Nicol Gray

### 4thSpecial Service Brigade
Commandant : Brigadier Leicester

## La brigadePiron
La brigade Piron suivait au plus près la côte. Le 19 août, elle avait atteint Cabourg, le génie stabilisa le pont sur la Dives et le 21, elle libérait Houlgate. En continuant leur progression, guidée par un Houlgatais, elle eut quatre morts en plus de leur guide sur les hauteurs d'Auberville. Le 22, elle faisait son entrée à Blonville-sur-Mer et Villers-sur-Mer, le 23 à Deauville. La Touques est traversée le 24 août pour la libération de Trouville-sur-mer et de Honfleur .

## La49eDivision West Riding
Commandant la division : Général Sir Evelyn Hugh Barker (1894-1983)

## La51eHighland Division
Commandant la division : Général Thomas Gordon Rennie (1900-1945)